# 藤原宰太郎
藤原 宰太郎（ふじわら さいたろう、1932年 - 2019年5月21日）は、日本の小説家、推理作家・研究者。広島県尾道市出身。本名は宰（おさむ）。広島県立尾道北高等学校を経て早稲田大学第一文学部ロシア文学科卒業。推理研究家として多くの著作を刊行、他にも様々な活躍を続けた。
1968年3月にKKベストセラーズから刊行した『探偵ゲーム』を始め同様の推理クイズ本を量産し、推理クイズブームを創りだした。
内容は、いわゆる殺人のトリック、密室なのにどうやって殺せたか、凶器はどこに隠したか、というものだった。
これを見て該当する作品を読むという、ガイドブックのようなものとしても使用できるものであったが、一方でトリックがあらかじめ分かってしまうことも事実であった。
特に『世界の名探偵50人』（KKベストセラーズ1972年、文庫版1984年）は、わずか1頁のコラム中で『Yの悲劇』『オリエント急行殺人事件』『アクロイド殺人事件』『そして誰もいなくなった』『Zの悲劇』『黄色い部屋の謎』『モルグ街の殺人』等13作品の犯人を列挙している。
NHK推理バラエティ『私だけが知っている』、NHKアニメ『アリス探偵局』のトリック原案を担当していたこともある。
2008年に脳梗塞を患い、2019年5月21日に死去。

## 著書
- 『5分間ミステリー - 読みながら推理力とカンが強くなる本』 （日本文芸社） 1965
- 『探偵ゲーム - 怪盗Xより七つの挑戦状』（河出ベストセラーズ） 1968、のち文庫 1989
- 『探偵クイズ - キミに挑戦する完全犯罪トリック』（双葉社） 1969
- 『探偵トリック入門 - きみも名探偵になれる』（秋田書店） 1971
- 『あなたは名探偵』（学習研究社） 1971
- 『名探偵クイズ - 世界の名探偵に挑戦』（秋田書店） 1972
- 『世界の名探偵50人 - あなたの頭脳に挑戦する 推理と知能のトリック・パズル』（ベストセラーズ） 1972、のち文庫 1984
- 『絵とき推理 - 名探偵トリック作戦』（学習研究社、ジュニアチャンピオンコース） 1974
- 『悪魔恐怖館 - 怪奇ミステリー事典』（ベストセラーズ） 1975
- 『世界の偉人は名探偵 - びっくり推理ゲーム』（ワニの本） 1975、のち文庫 1987
- 『世界の偉人は名探偵 - どっきり推理魔』 （ベストセラーズ） 1978
- 『死の名場面 - 喝采! 人生の終わり方』（ワニ文庫） 1984
- 『拝啓 名探偵殿 - 10分間ミステリー40選』（光文社文庫） 1985
- 『クイズつき名探偵トリック作戦』（てのり文庫） 1988
- 『悪魔と名探偵 - 怪奇事件のトリックを見破れ』（ワニ文庫） 1988
- 『真夜中のミステリー読本 - 古今東西、名&珍作ガイド』（ワニ文庫） 1990
- 『推理狂 謎の事件簿 - 奇想天外のトリックを楽しむ』（青春BEST文庫） 1990
- 『推理狂 謎の事件簿〈PART2〉殺人トリック海外旅行篇』（青春BEST文庫） 1991
- 『トリックに挑戦! スーパー探偵ゲーム』	（ワニ文庫） 1994
- 『続・世界の名探偵50人 - 知的興奮をもう一度 推理と知能のトリック・パズル』（ワニ文庫） 1994
- 『殺人ファイル 犯人は誰だ!? - 奇想天外! 殺人トリックにあなたも挑戦!!』（にちぶん文庫） 1994
- 『殺人ファイル〈2〉犯人を暴け!! - 奇抜な完全犯罪にあなたも挑戦!』（にちぶん文庫） 1995
- 『殺人ファイル〈3〉トリックを暴け! 』（にちぶん文庫） 1996
- 『名探偵の事件簿 - 野外ミステリーに挑戦!』（ワニ文庫） 1996
- 『名探偵の事件簿〈2〉季節が運んだミステリー集』（ワニ文庫） 1996
- 『名探偵の事件簿〈3〉東京ミステリー・ツアーにご招待!』（ワニ文庫） 1997
- 『名探偵の推理館 - トリック博士、難事件に挑む! 』（ワニ文庫） 1997
- 『名探偵のトリック館 - 38の難事件にようこそ!』（ワニ文庫） 1998
- 『名探偵の奇想館 - 迷宮事件への招待状』（ワニ文庫） 1999

### 「おもしろ推理パズル」
- 『おもしろ推理パズル〈part1〉名探偵世界一周』（光文社文庫） 1984
- 『おもしろ推理パズル〈part2〉交通ミステリー博物館』（光文社文庫） 1987
- 『おもしろ推理パズル〈part3〉トリックを見破れ』（光文社文庫） 1988
- 『おもしろ推理パズル〈part4〉ミステリー春夏秋冬』（光文社文庫） 1989
- 『おもしろ推理パズル〈part5〉密室トリック大全集』（光文社文庫）1990
- 『おもしろ推理パズル〈part6〉トリック博士の事件簿』（光文社文庫）1991
- 『おもしろ推理パズル　動物トリック大全集』（光文社文庫）1992
- 『おもしろ推理パズル〈part8〉スポーツ・トリック大全集』（光文社文庫）1993

### 「名探偵に挑戦」
- 『名探偵に挑戦〈第1集〉怪事件のトリックをあばけ!』（ワニ文庫） 1990
- 『名探偵に挑戦〈第2集〉女怪盗との華麗な知恵くらべ』（ワニ文庫） 1991
- 『名探偵に挑戦〈第3集〉日本縦断ミステリー紀行 あなたの故郷で事件が起こる! 』（ワニ文庫） 1991
- 『名探偵に挑戦〈第4集〉難事件・怪事件を追え! 世界一周ミステリー紀行』（ワニ文庫） 1992
- 『名探偵に挑戦〈第5集〉交通ミステリー博覧会にようこそ』（ワニ文庫） 1995

### 小説
- 『密室の死重奏(カルテット)』（光文社文庫） 1986
- 『無人島の首なし死体』（光文社文庫） 1988
- 『早稲田の森殺人事件』（光文社文庫） 1989
- 『千曲川旅情殺人事件』（光文社文庫） 1991
- 『多摩湖山荘(ログハウス)殺人事件』（光文社文庫） 1994